# أوليفر هارفي
أوليفر هارفي (بالإنجليزية: Oliver Harvey)‏ هو لاعب كرة قدم بريطاني في مركز الدفاع، ولد في 28 أغسطس 1993 في هاميلتون في المملكة المتحدة. شارك مع منتخب برمودا لكرة القدم.

## وصلات خارجية
- أوليفر هارفي على موقع قاعدة بيانات كرة القدم.إي يو (الإنجليزية)
- أوليفر هارفي على موقع ناشيونال فوتبول تيمز (الإنجليزية)
- أوليفر هارفي على موقع Soccerway.com (الإنجليزية)